# 마데라스산

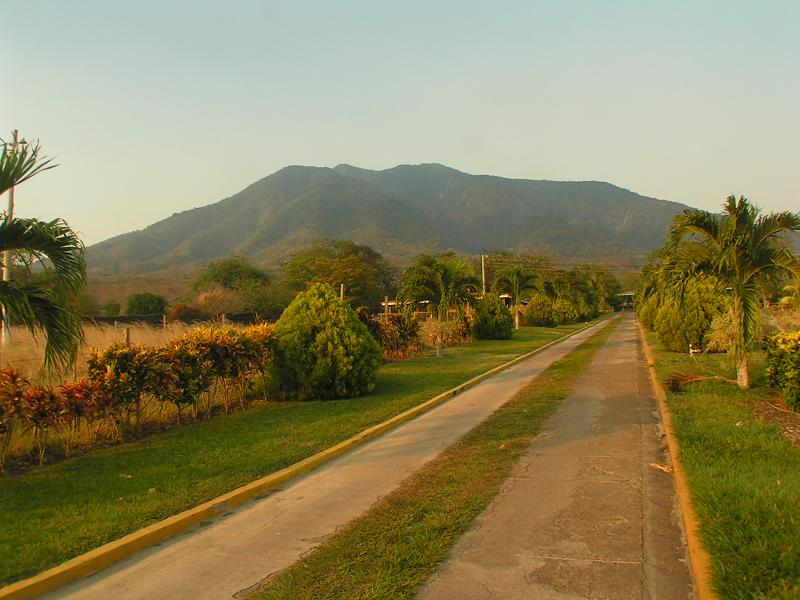

마데라스산(Maderas)은 니카라과의 니카라과호 내에 있는 화산으로, 성층 화산이다. 이 화산은 콘셉시온 화산과
맞은 편에 위치해 있으며, 정상에는 화구호가 있다. 전혀 증기가 나오지 않는다. 휴화산이기 때문이다.